# Норман, Кен
Кеннет Дарнел «Кен» Норман (англ. Kenneth Darnel "Ken" Norman; родился 5 сентября 1964 года, Чикаго, штат Иллинойс, США) — американский профессиональный баскетболист.

## Ранние годы
Кен Норман родился в городе Чикаго (штат Иллинойс), учился в Чикагской школе имени Ричарда Крейна, в которой играл за местную баскетбольную команду. После окончания школы, в 1982 году, поступил в общественный колледж Уобаш-Вэлли, в котором обучался только один год.

## Студенческая карьера
В 1987 году Норман закончил Иллинойсский университет в Урбане-Шампейне, где в течение трёх лет играл за команду «Иллинойс Файтинг Иллини», в которой провёл успешную карьеру, набрав в итоге 1393 очка, 636 подборов, 126 передач, 70 перехватов и 89 блок-шотов. При Нормане «Файтинг Иллини» ни разу не выигрывали ни регулярный чемпионат, ни турнир конференции Big Ten, однако все три года участвовали в плей-офф турнира NCAA, правда дальше 1/8 финала не проходили. 16 октября 2004 года во время празднования столетнего юбилея баскетбольной команды «Иллинойс Файтинг Иллини» по результатам голосования болельщиков на сайте www.fightingillini.com Норман был включён в студенческую команду века, в которую вошли 20 лучших игроков команды за всю её историю.

## Карьера в НБА
Играл на позиции лёгкого форварда. В 1987 году был выбран на драфте НБА под 19-м номером командой «Лос-Анджелес Клипперс». Позже выступал за команды «Милуоки Бакс» и «Атланта Хокс». Всего в НБА провёл 10 сезонов. В 1987 году включался во 2-ю всеамериканскую сборную NCAA. Всего за карьеру в НБА сыграл 646 игр, в которых набрал 8717 очков (в среднем 13,5 за игру), сделал 3949 подборов, 1355 передач, 517 перехватов и 431 блок-шот.
Свои лучшие годы в качестве игрока НБА Норман провёл в «Клипперс», в рядах которых он выступал на протяжении шести сезонов (1987—1993). Самым лучшим в его карьере был сезон 1988/1989 годов, в котором он сыграл в 80 играх, набирая в среднем за матч 18,1 очка и делая 8,3 подбора и 3,5 передачи.